# Gorsium

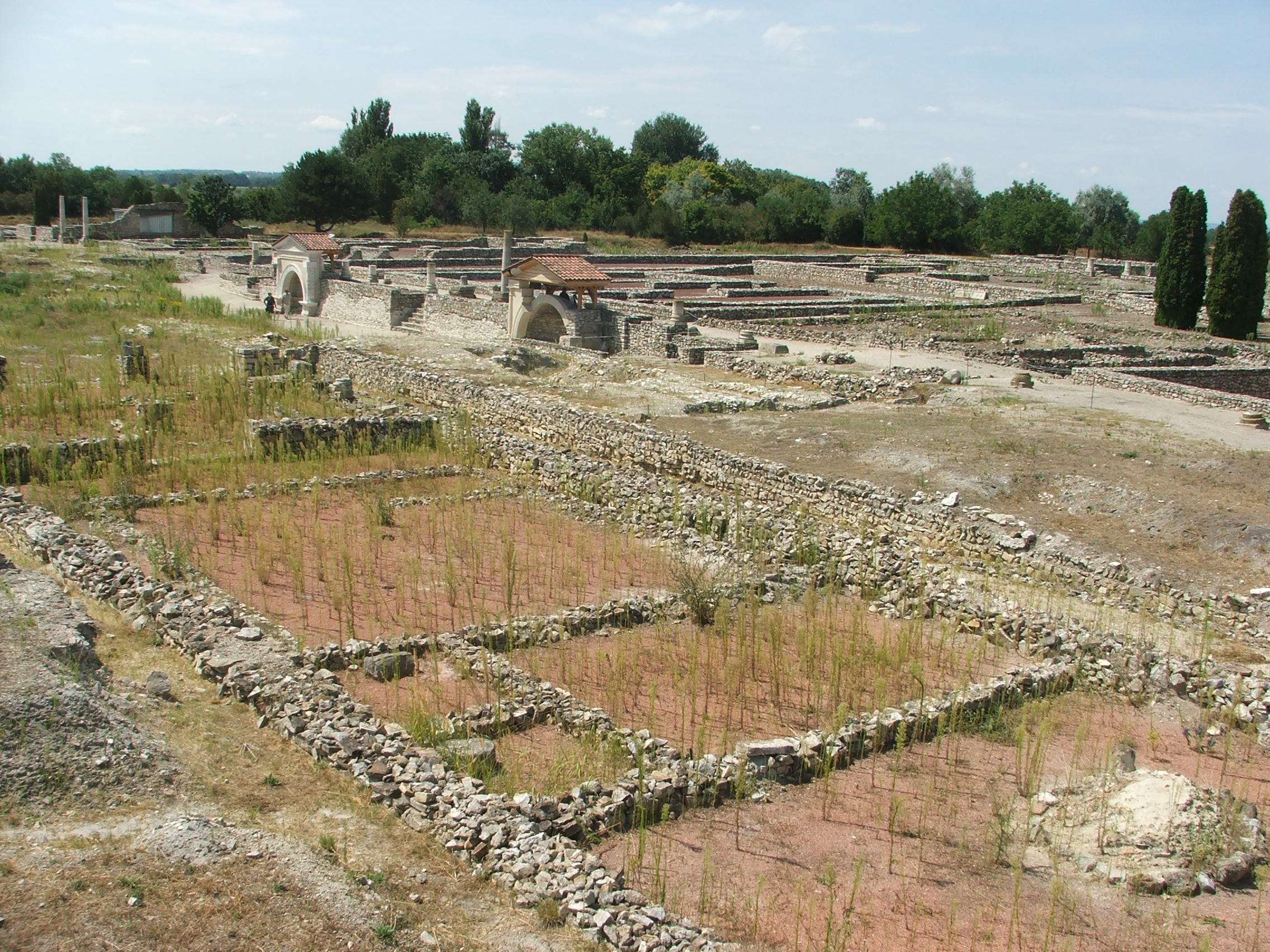
Gorsium romterülete

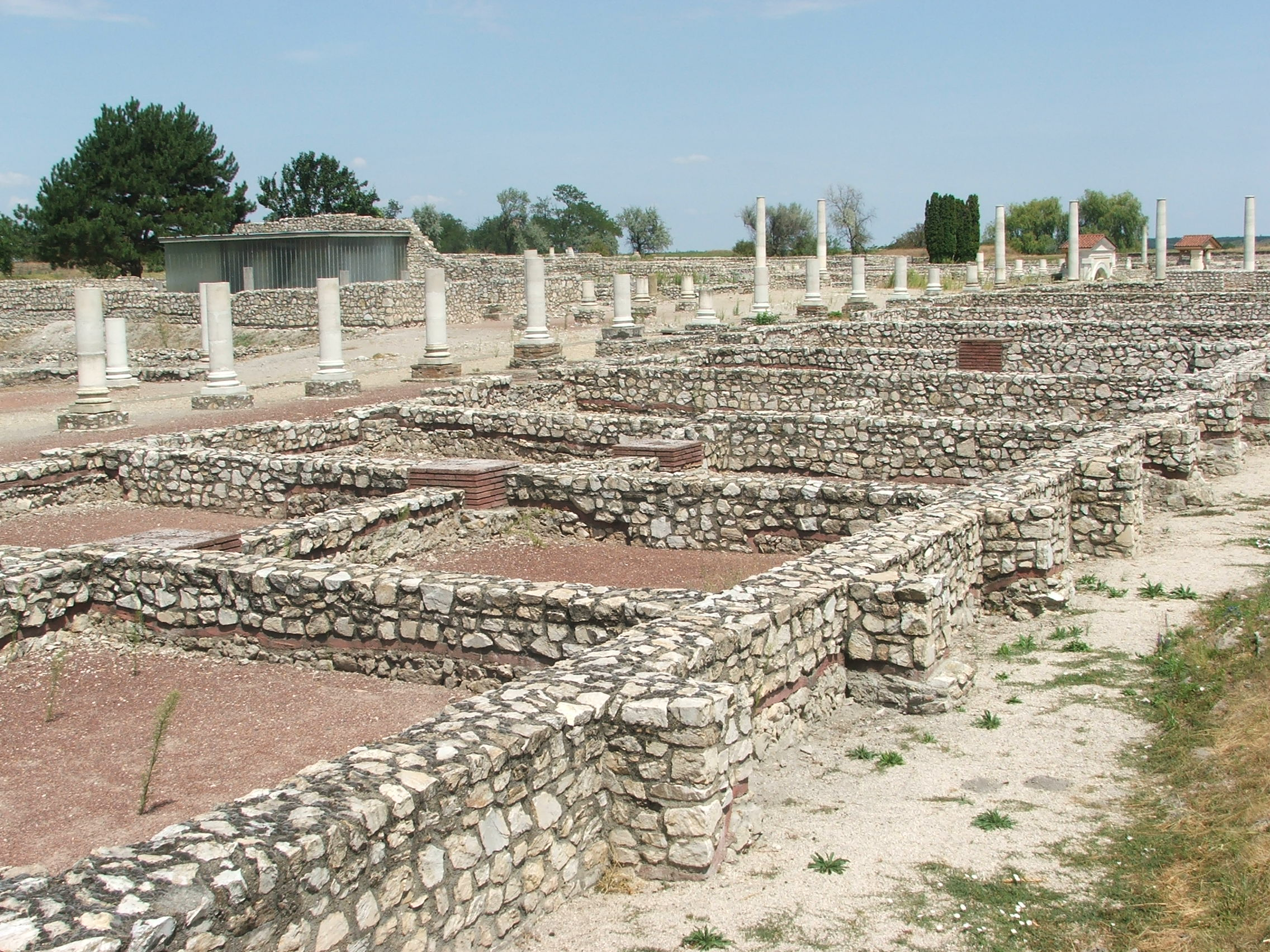
Decumanus Maximus, főutca

Gorsium-Herculia Magyarország egyik legjelentősebb római kori romterülete, amely a mai Tác település közigazgatási területén található, Székesfehérvártól körülbelül 10 kilométerre délre. A katonai táborból várossá fejlődő Gorsium (egyes vélemények szerint ekkor a Herculia nevet kapta) a késő római korra Pannonia egyik legnagyobb és leggazdagabb településévé vált, lakói római polgárjoggal rendelkeztek. Falai között több császár, köztük Traianus, Septimius Severus és Caracalla is megfordult. Stratégiai és közlekedési csomópont jellegét tekintve a Géza fejedelem által alapított Székesfehérvár római kori előzményének tekinthető.
A romterület kezelője a székesfehérvári Szent István Király Múzeum, amely a közelmúltban jelentős fejlesztéseket hajtott végre, így korszerű körülmények között tudják bemutatni a város maradványait, az újonnan épített kiállítótérben pedig állandó és időszaki tárlatokat rendeznek be. A régészeti parkban emellett minden év tavaszán megrendezik a Floralia tavaszünnepet Septimius Severus császár 202. évi látogatásának emlékére.

## Fekvése
Az M7-es autópályáról a Szabadbattyán–Tác-Gorsium csomópontnál a 6307-es útra déli irányban letérve, mintegy három kilométer után, a temető mellett balra fordulva található, egy nagyjából másfél kilométer hosszú, alsóbbrendű, számozatlan bekötőút végénél. A mai romterület a Római Birodalom idején Pannonia Inferior tartomány egykori közigazgatási, később vallási központja volt.

## Története
A város nevét a III. század végén megjelent Itinerarium Antonini, (római útikönyv) leírásából ismerjük: „Gorsium”, illetve „Gorsio sive Hercule” megfogalmazásban (sive jelentése: és, vagy). A kettős megnevezés a 260-as szarmata dúlás nyomán felépülő város régi, közhasználatú és az új, hivatalos elnevezésére utalt.
A rómaiak megjelenése előtt a terület a kelta civitas Eraviscorumhoz tartozott. Az I. század közepén az Aldunáról idevezényelt ala Scubulorum elnevezésű légió két út keresztezésében (Sopianae–Aquincum, Sopianae–Brigetio) árokkal és palánkfallal körülvett katonai tábort épített. Az itt állomásozó mintegy 500 fős lovascsapat (ala) feladata a sárvízi átkelő védelme és a tartomány belsejének védelmében az ide befutó útvonalak mentén őrszolgálat biztosítása volt. A Duna-parti limes teljes kiépülése után már nem volt szükség a belső katonai biztosításra, így az akkor itt állomásozó csapatot továbbvezényelték a birodalom más területeire.
A felszámolt castrum helyén 103-tól új város építését kezdték meg. Traianus császár Gorsiumot jelölte ki az ugyanebben az évben megszervezett Alsó-Pannonia (Pannonia Inferior) provincia tartománygyűlésének (concilium provinciae) székhelyéül. 

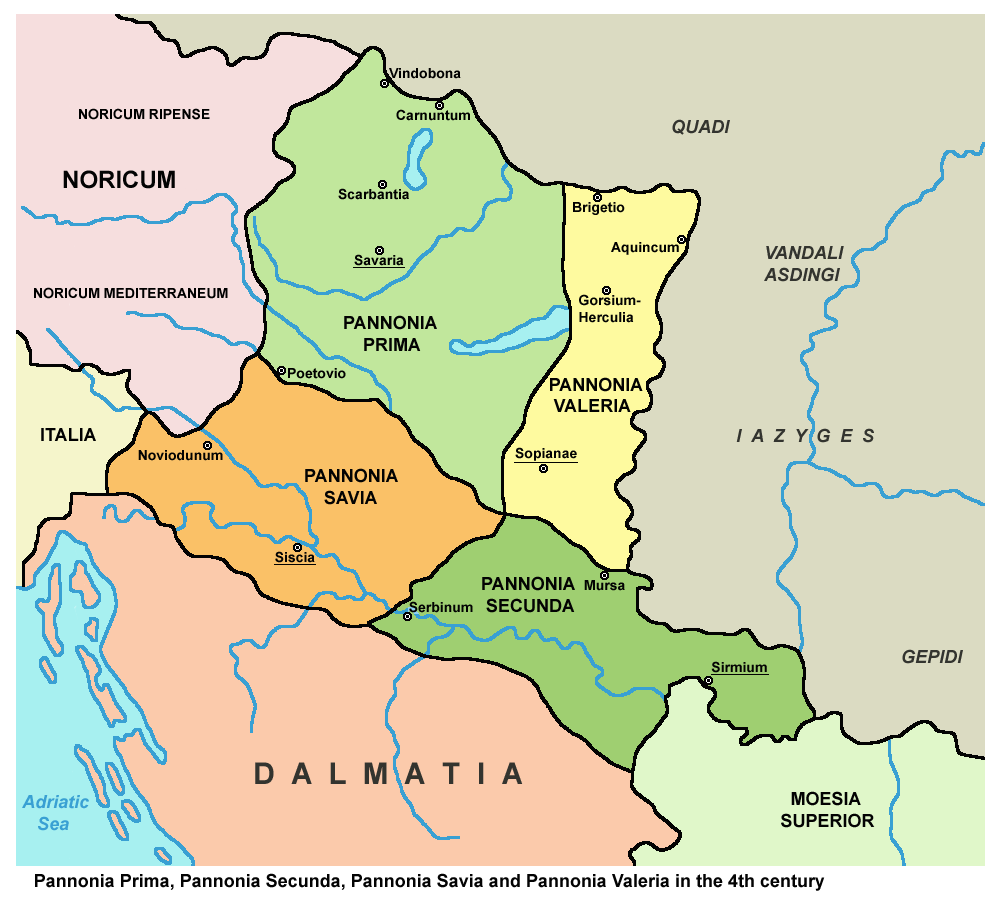
Gorsium Pannonia Valeria egyik legfontosabb városa volt

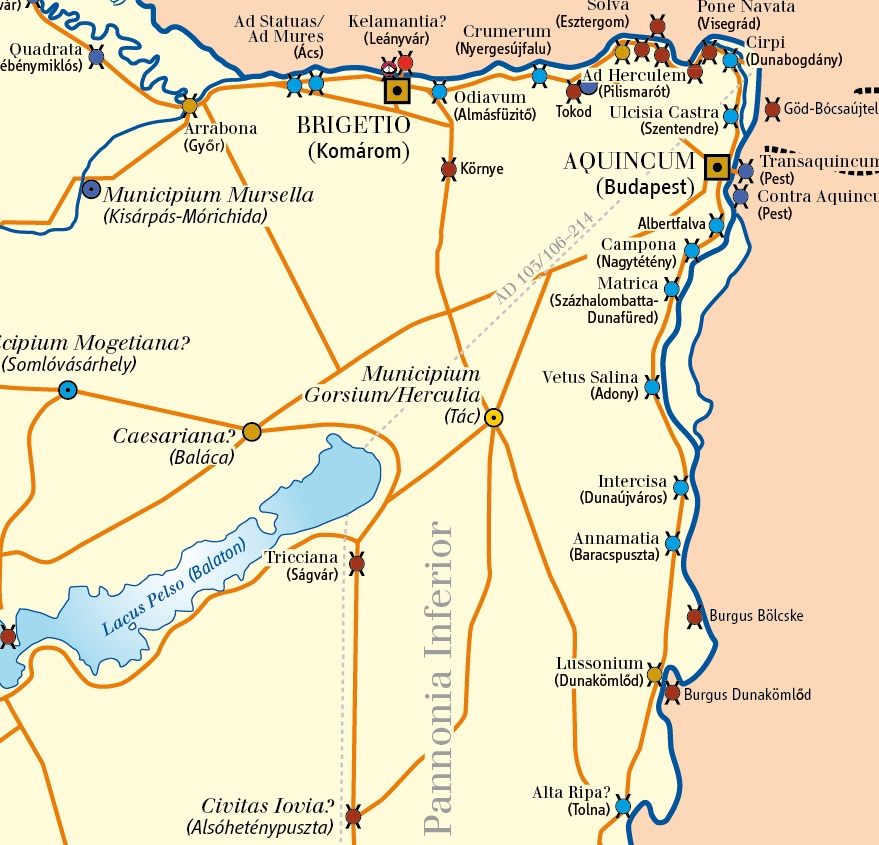
A Pelso tó közelében fekvő közlekedési csomópont, a tartomány szakrális központja, az ókori Gorsium városa a Sárvíz folyó mindkét partjára kiterjedhetett

Ma még nem bizonyított, mikor kapta meg a település a városi (municipium) rangot. Tóth István ókortörténész Hadrianus 124-es pannoniai szemleútjára datálja. Az elkövetkező években kiépült település virágkorában elérte a 400 hektárt. A „szent kerületen” belül hatalmas csarnokokat emeltek a tartománygyűlés és a császárkultusz ceremóniáinak megrendezésére. Az ünnepségek fényének emeléséhez elengedhetetlen cirkuszi játékok megrendezésére 20 000 fő befogadóképességű amfiteátrum épült.
A markomann-háborúkban (167–180) a szarmaták felgyújtották a várost. Ekkor nemcsak a külső negyedek égtek porrá, de a szent kerületben is nagy pusztítást végzett a tűz. Ezt a csapást hamar kiheverte a város. Helyreállították a császárkultusz épületeit. Ekkor újult meg a tartománygyűlés csarnoka is. Ezt követően 90 évig a severusi kor virágzását élte a város. Az africai származású felső-pannoniai helytartóból lett császár, Septimius Severus kiváltságok sorával hálálta meg az őt trónra segítő katonaság szolgálatait. (A katonák zsoldját 1/3-ával megemelte, amit később újabb zsoldemelések követtek. A fizetőképes kereslet ilyen mérvű növekedése ösztönzőleg hatott a teljes gazdaságra. Fitz Jenő professzor a 193–284 közötti kort a „Pannonok évszázadának” nevezte.)
A császár 202-es pannóniai látogatása alkalmából, az uralkodó költségén építették újjá az istenné vált császárok templomát. A vicus vályogból épült házainak nagyobb részét is ebben az időszakba építették át tartósabb építőanyagból.
258-ban egy gyorsan levert polgárháború veszélye elől a föld alá menekítették a városi tanács pénztárát. A 3134 db dupla dénár 1725 évvel később (1983), az ásatások során került elő.
Sokkal komolyabb volt a két évvel későbbi szarmata-roxolán-támadás. Az egész Pannoniát sújtó fosztogatás során Gorsiumot a földdel tették egyenlővé a barbárok. Az ezt követő, az egész birodalomra kiterjedő gazdasági politikai és katonai válság mintegy három évtizedre elhúzta a helyreállítás megkezdését. (Barkóczi László elmélete szerint ebben az időben hurcolták el a dunaparti erődítmények sürgős helyreállításához a szentkerület leomlott kőanyagát.)
A III. század utolsó éveiben ismét központi akaratból épült újjá a város. Diocletianus utasítására a szentkerület romjait elegyengették, és teljesen új koncepció szerint kezdték meg az építkezést. A fallal körülvett városrész továbbra is a provincia kiemelt települése maradt. Az új város új nevet kapott, Diocletianus császár társuralkodójáról, Maximinus Herculiusról Herculiának nevezték el. Jelentősége valószínűleg ezután sem csökkent. (Fitz professzor teóriája szerint a négy részre osztott Pannonia Valeria provinciájának helytartója (praeses) Aquincumból a 290-es években áttette székhelyét Herculiába.)
Az ezt követő évszázadban a város folyamatosan épült-szépült. Helytartói rezidenciának alkalmas palotát emeltettek, vele szemben testőrségi laktanya kapott helyet. A kereszténység térhódításával több ókeresztény bazilikát alapítottak.
A település hanyatlása a IV. század utolsó harmadában kezdődött. A provinciában megromlott közbiztonság a falakon kívül élőket lakóhelyük elhagyására kényszerítette. A városon belül összezsúfolódott lakosság egyre igénytelenebb épületeket emelt. Az elhagyott házak helyén temetők létesültek. Ebben az időben a város valószínűleg püspöki székhely is volt. Valeria provincia területét a rómaiak 430-ban a hunoknak engedték át. A város ekkor már régi méretének töredékére zsugorodott.
A honfoglaló magyarok helyben lakó részben-egészben keresztény népességet találtak. A leletek szerint nem is telepedett le nagyobb magyar népesség ide. Árpád és Szent István inkább a forgalmas utaktól néhány mérfölddel északabbra alapították meg székvárosukat. A gorsiumi település-együttes helyén létrejött négy-öt kisebb község területén, a temetők tanúsága szerint a XVI. századig folyamatosan laktak.
A legjelentősebb falu neve a XI. századtól Föveny volt. Szent István a birtokot a székesfehérvári káptalannak adományozta. Ezt követően évszázadokon át innen szállították a követ a királyi és egyházi építkezésekhez. A mocsarakkal védett területen több székesfehérvári országgyűlést tartottak.
Föveny a török uralom idején pusztult el végleg. A XVIII., XIX. században az elhagyatott terület a Zichy-grófok uradalmához tartozott, akik szintén kőbányaként hasznosították a romokat.

## Feltárása

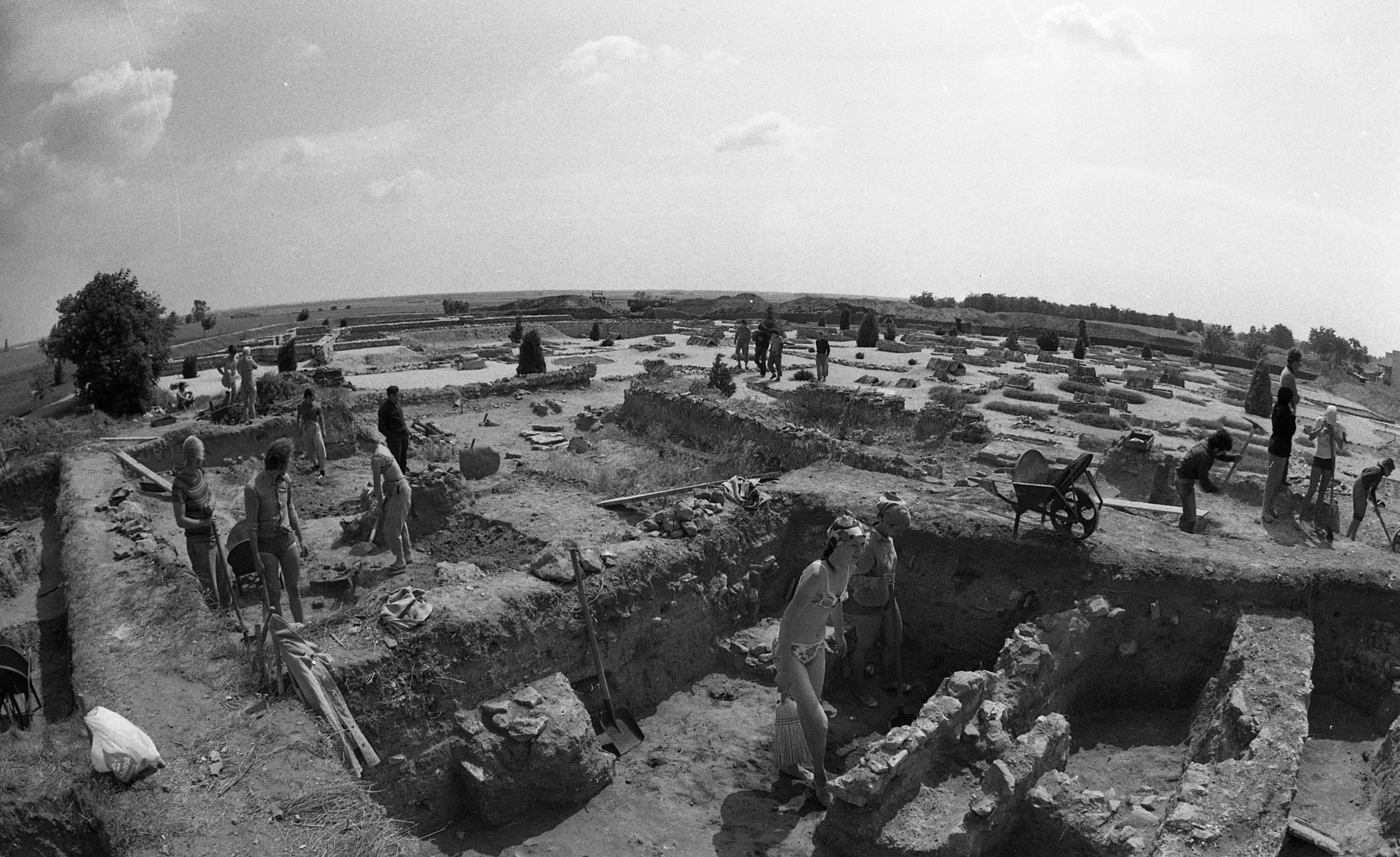
Gorsium feltárásának munkálatai 1974-ben

- A római település tudomásunk szerint legkorábban a II. József-féle 18. századi térképen szerepel. Bár Rómer Flóris 1866-ban mint ismert lelőhelyet említette, az első ásatásokra mégis csak 1934-ben került sor Marosi Arnold vezetésével. Ezt az első régészeti feltárást 1939-ben, majd 1954-ben újabbak követték, ekkor Radnóti Aladár irányításával. Gorsium-Herculia rendszeres feltárása azonban 1958-tól indult, Fitz Jenő vezetésével. Munkatársai Bánki Zsuzsa és Lányi Vera voltak. A műemléki helyreállításhoz terveket Papp Imre, Hajnóczi Gyula és Istvánfi Gyula készített. Az ásatások, a feltárások anyagának feldolgozása, valamint a régészeti park kiépítése, az egykori épületek helyreállítása folyamatos,[3][4] az ókori városnak csupán a 7%-át tárták fel eddig.

## A romterület ma
Az egykori város mintegy 200 hektáros területe ma teljesen beépítetlen, helyén ma a Szent István Király Múzeum működteti az ország legnagyobb régészeti parkját, melyet az érdeklődő közönség is látogathat.  A park megtekintése körülbelül két órát vesz igénybe.
A park megközelíthető gépkocsival az M7-es autópályáról Szabadbattyán-Gorsium lejárótól Tác – Káloz felé haladva, illetve Székesfehérvárról induló autóbusszal.

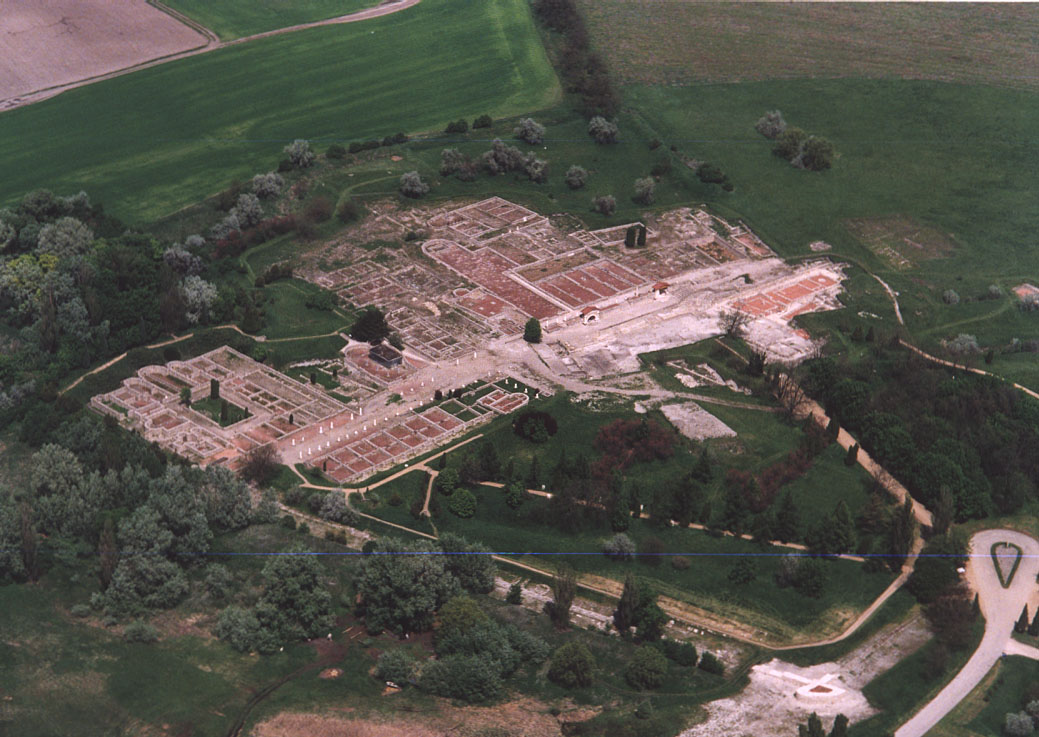
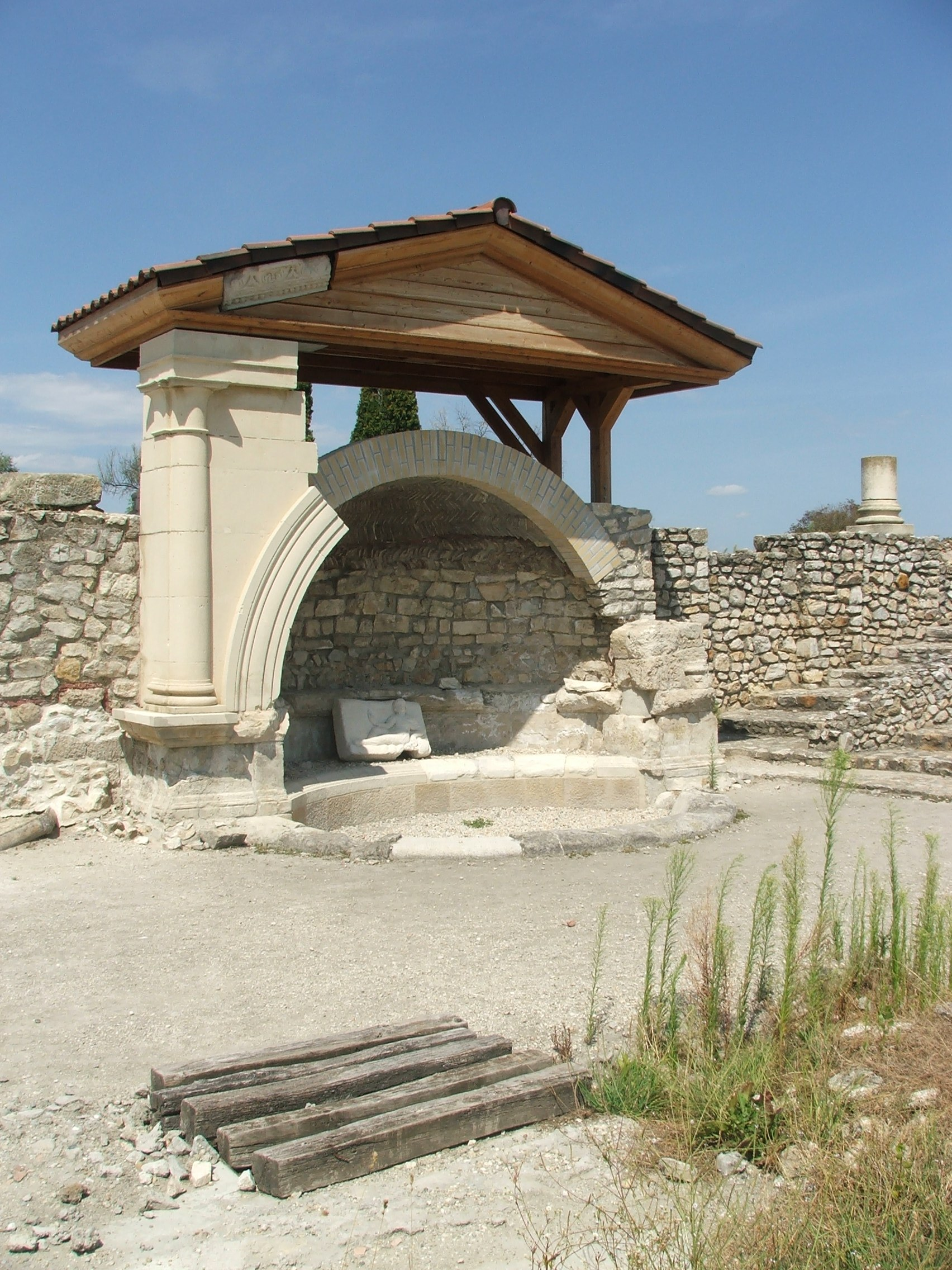
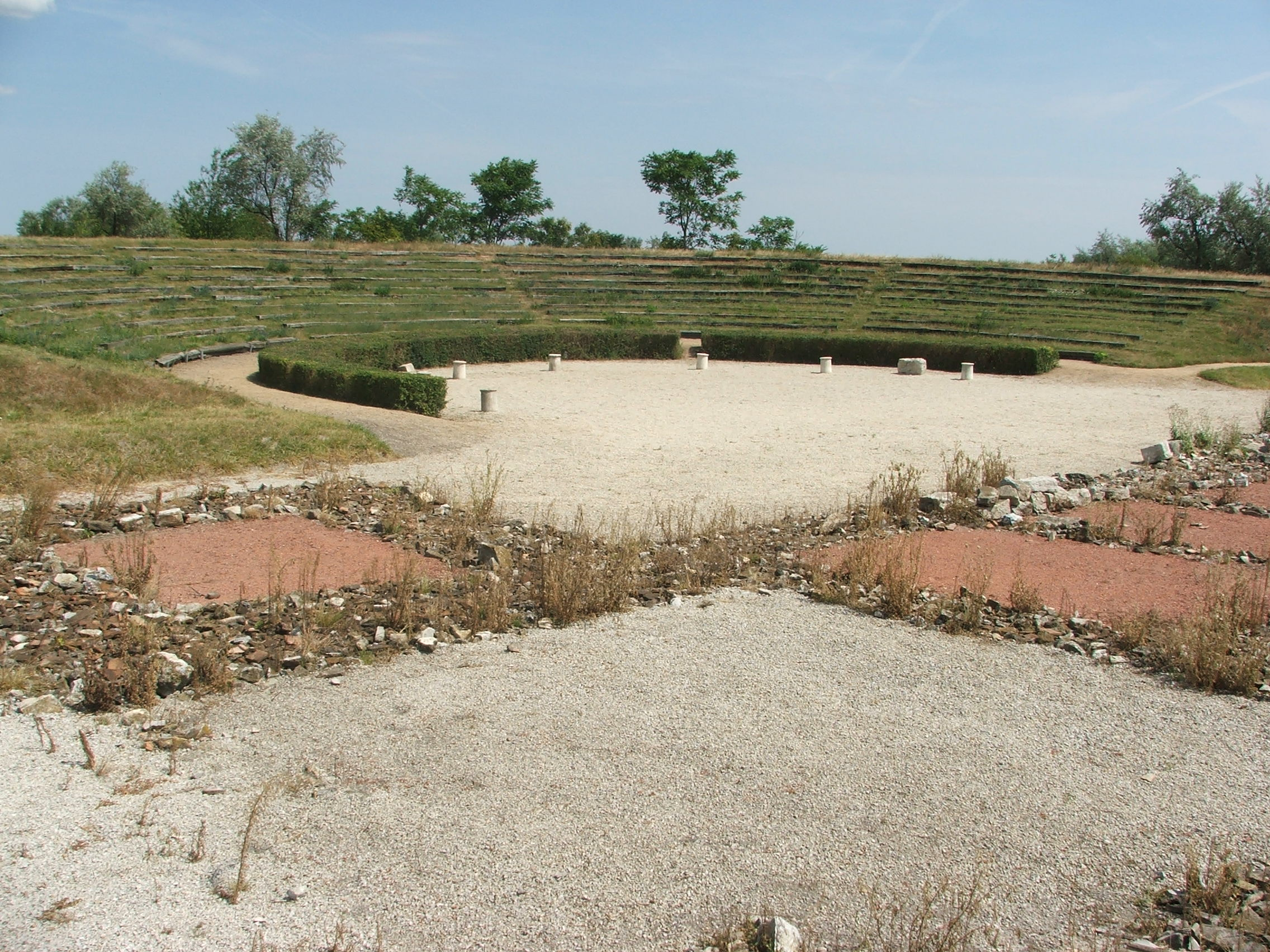
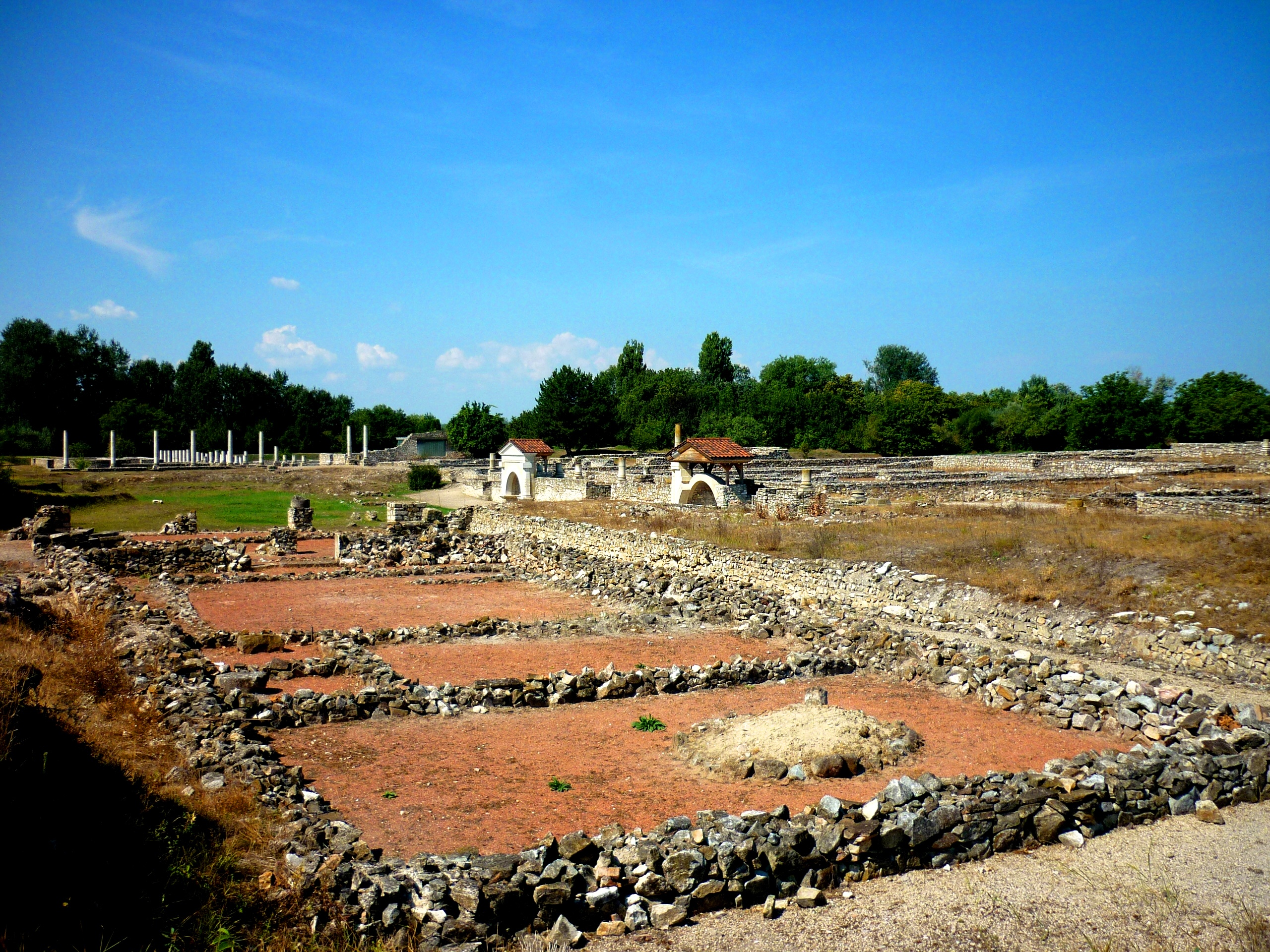
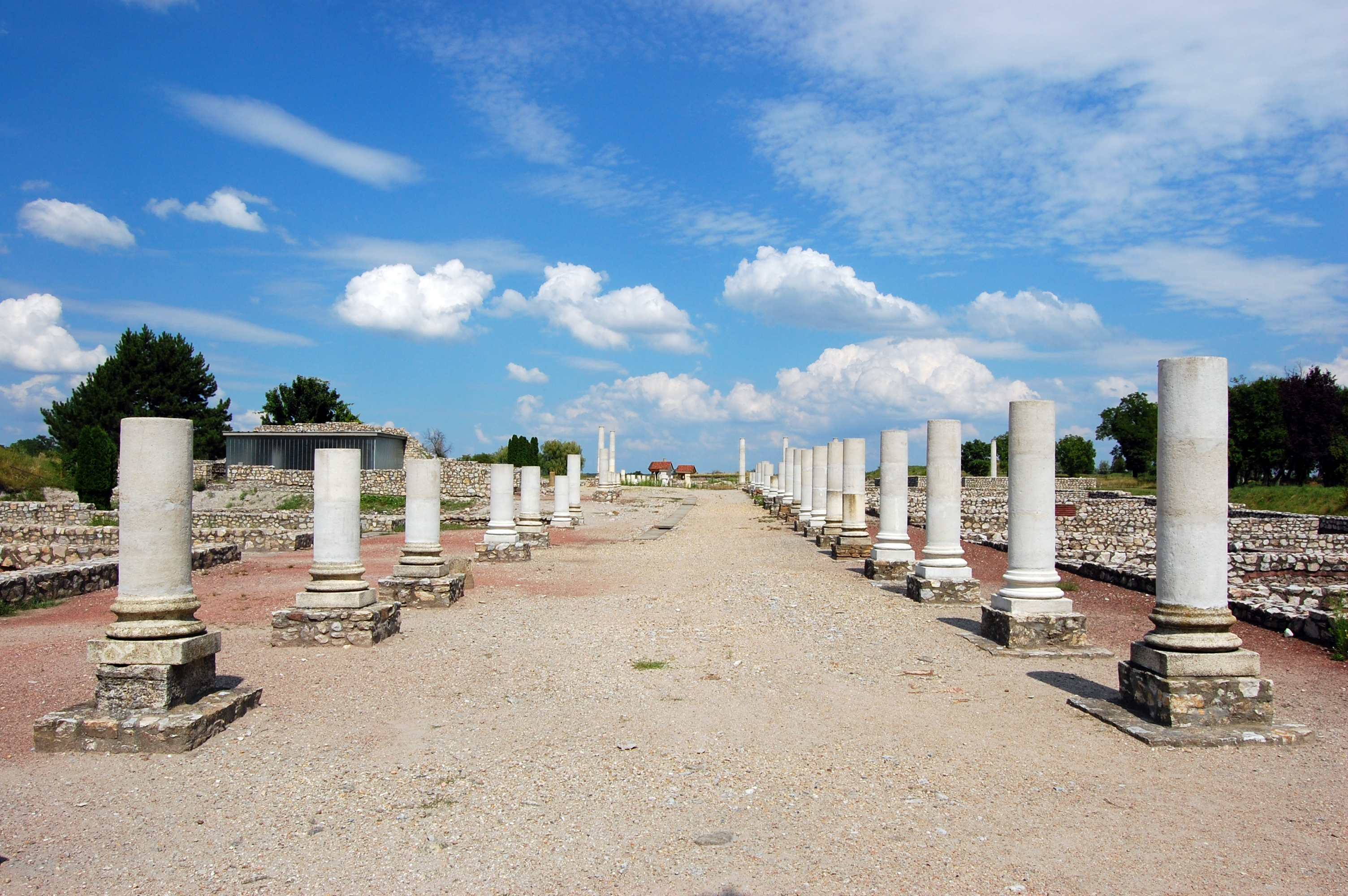
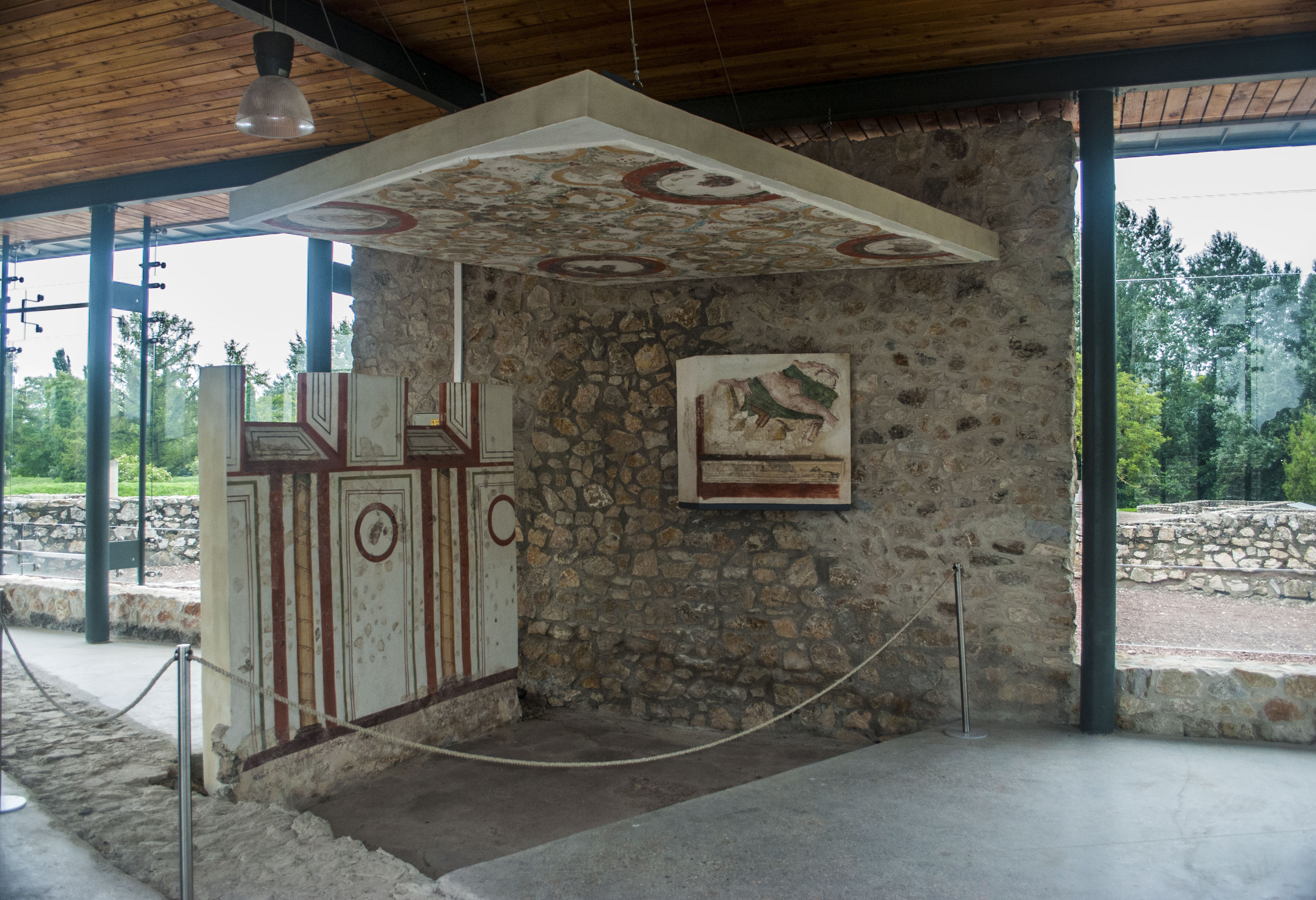
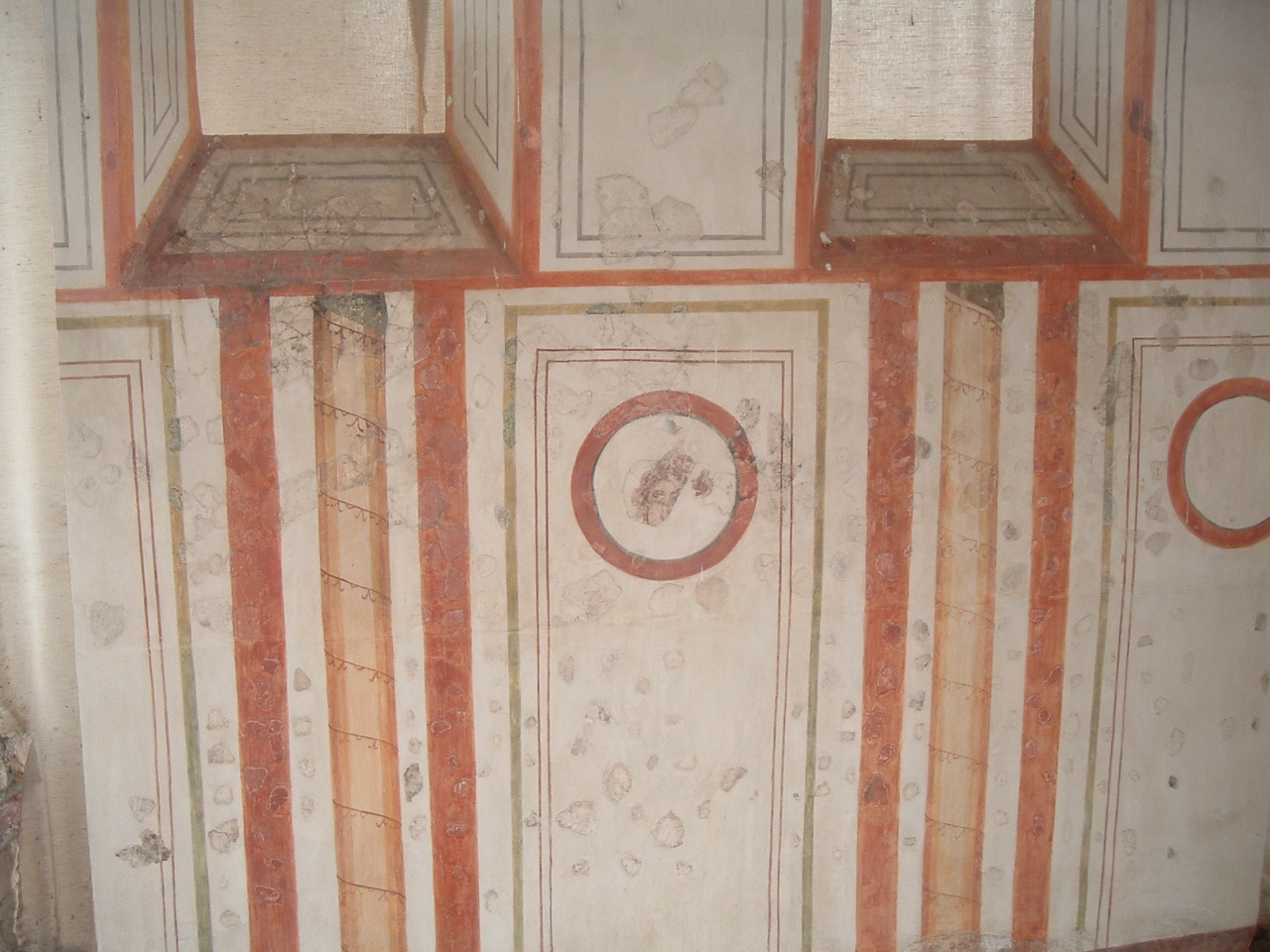
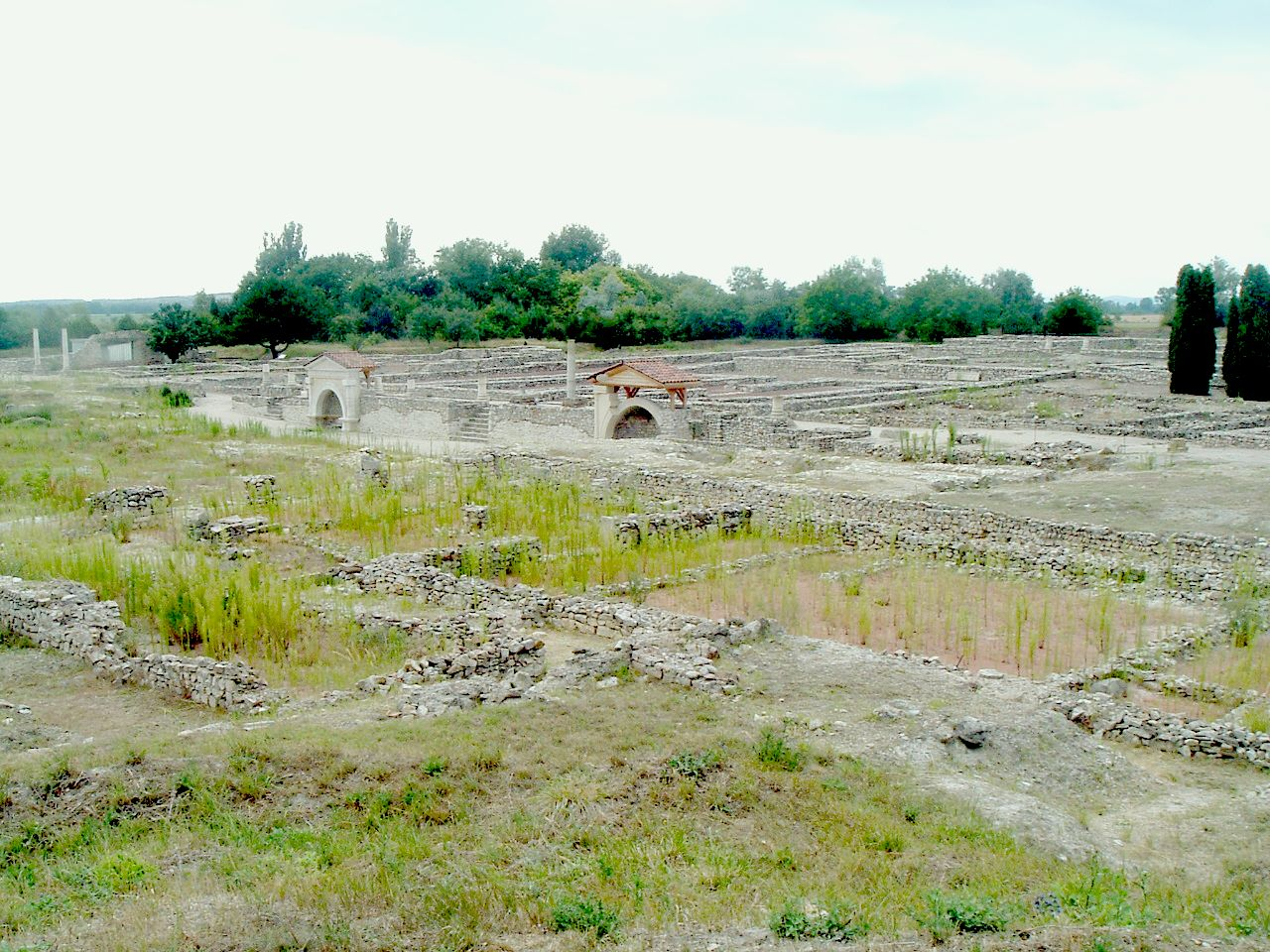
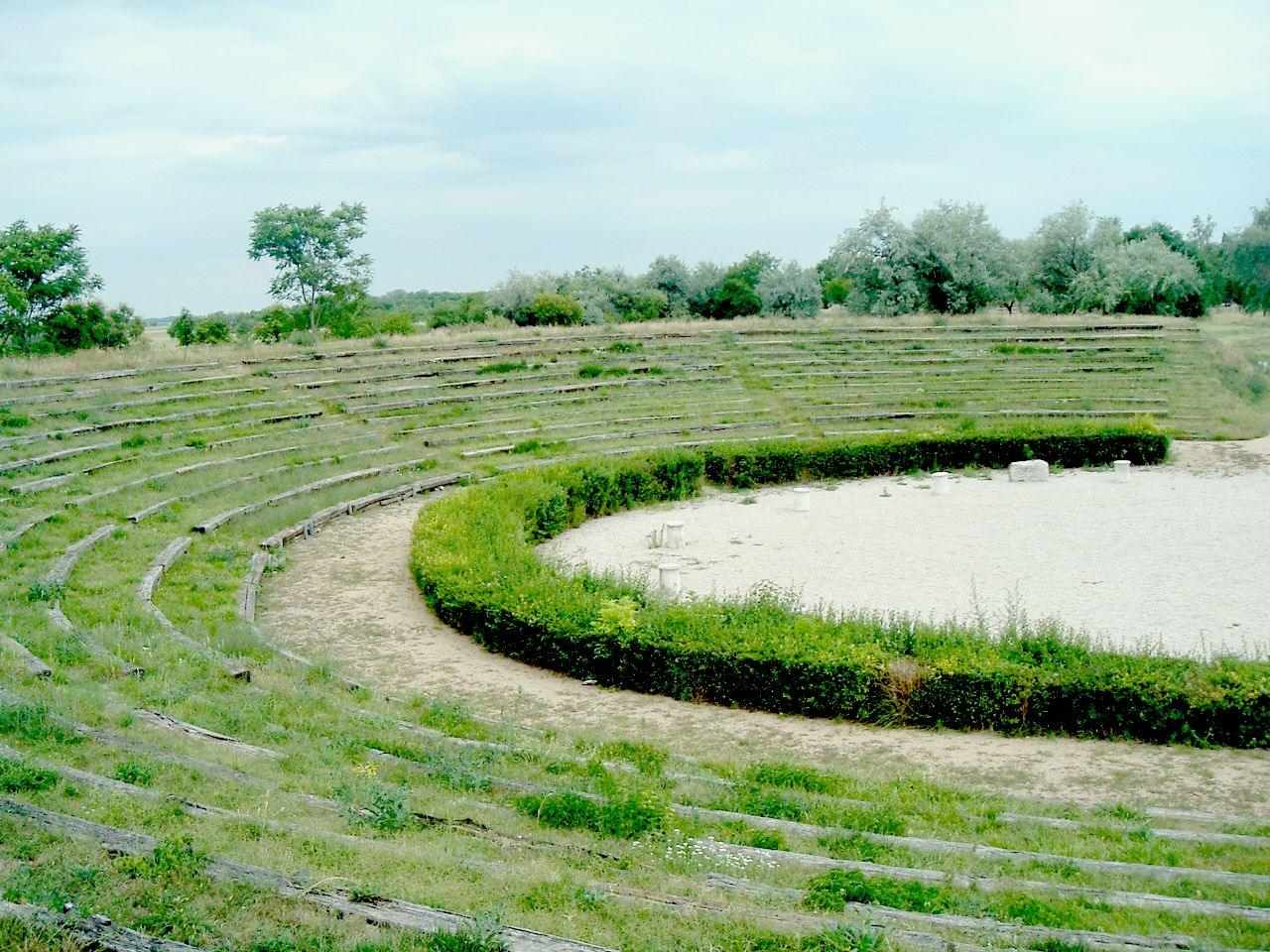
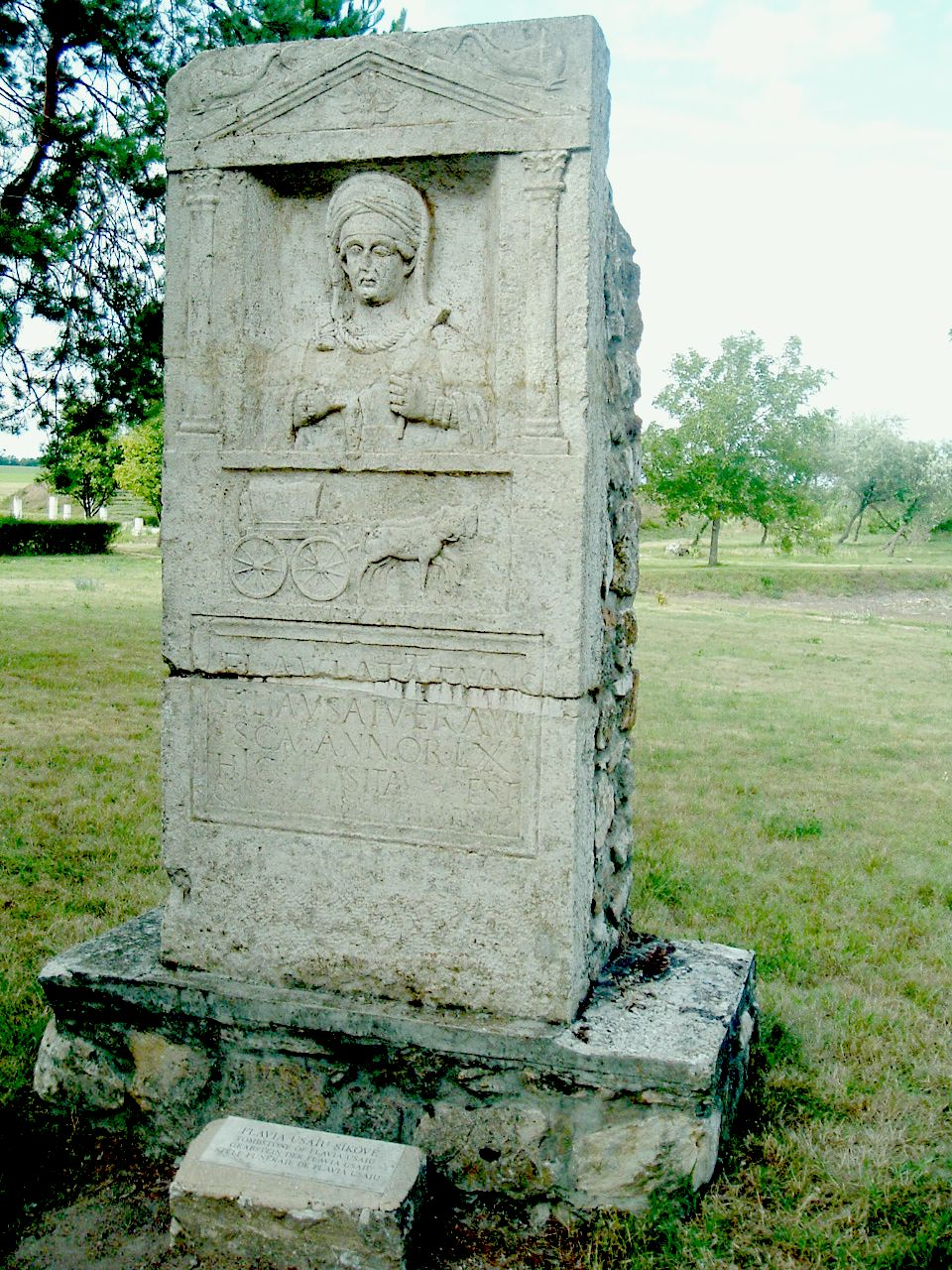